# Myxilla inequitornota
Myxilla inequitornota är en svampdjursart som beskrevs av Burton 1931. Myxilla inequitornota ingår i släktet Myxilla och familjen Myxillidae.
Artens utbredningsområde är Norge. Inga underarter finns listade i Catalogue of Life.